# (8543) Tsunemi
(8543) Tsunemi est un astéroïde de la ceinture principale.

## Description
(8543) Tsunemi est un astéroïde de la ceinture principale. Il fut découvert le 15 décembre 1993 à Ōizumi par Takao Kobayashi. Il présente une orbite caractérisée par un demi-grand axe de 2,26 UA, une excentricité de 0,17 et une inclinaison de 4,3° par rapport à l'écliptique.

## Compléments